# Rafael Lara Grajales
Rafael Lara Grajales är en kommunhuvudort i Mexiko.   Den ligger i kommunen Rafael Lara Grajales och delstaten Puebla, i den sydöstra delen av landet, 140 km öster om huvudstaden Mexico City. Rafael Lara Grajales ligger 2 396 meter över havet och antalet invånare är 11 441.
Terrängen runt Rafael Lara Grajales är huvudsakligen platt, men söderut är den kuperad. Terrängen runt Rafael Lara Grajales sluttar österut. Runt Rafael Lara Grajales är det tätbefolkat, med 319 invånare per kvadratkilometer. Närmaste större samhälle är Huamantla, 16,0 km nordväst om Rafael Lara Grajales. Trakten runt Rafael Lara Grajales består till största delen av jordbruksmark.